# クランクケースブリーザー
クランクケースブリーザー(英: Crankcase breather)は、4ストローク機関においてクランクケースの圧力を逃がす通気口である。この項目ではクランクケースブリーザーから流出するエンジンオイルを受け止めるオイルキャッチタンク(英: Oil catch tank)についても包括して記述する。

## 概要
4ストローク機関のクランクケース内部はブローバイガスや温度上昇に伴う空気の膨張、オイルの蒸気によって外気（大気圧）よりも圧力が高くなる。この圧力を外部へ解放するために設けられているのがクランクケースブリーザーで、最も単純なものは外気へ直接解放する方式である。しかし、ブローバイガスは未燃焼炭化水素などの大気汚染物質を高濃度で含むことから、多くの国と地域で大気開放は法律で禁止されており、自動車などでは吸気管へと還元する構造がとられる。さらに、ブローバイガス成分によってエンジンオイルが汚れたり、希釈されたりするため、PCVバルブ（positive crankcase ventilation valve）と呼ばれる逆止弁を用いてブローバイガスを積極的にクランクケース外部へ排出する方式が採用されている。

## 大気開放型
クランクケースブリーザーとして最も単純な構造で、圧力を直接大気に解放するものである。自動車などではクランクケースやシリンダーヘッドカバーにホースが接続されて車体の低い位置まで延ばされ、出口は路面に向けて開口される。気化したオイルや燃焼で生ずる水分、ブローバイガスはホース出口から排出される。ホースの先端には異物の侵入を防ぐために小型のエアクリーナーが取り付けられる場合もある。多くの国や地域では法規により、自動車などにはブローバイガス還元装置の装備が義務づけられるようになったため、大気開放型のクランクケースブリーザーは現在販売されているポータブル発電機や原動機付自転車でも禁止されている。

## 再循環型
クランクケースブリーザーの出口がエアクリーナーボックスや吸気管へ接続された構造で、発生したブローバイガスを吸気とともに燃焼室へ送る構造である。ブローバイガスに含まれるオイルミスト（油煙）や未燃焼炭化水素は燃焼され、排出ガス浄化装置を通過して大気へ放出される。自動車などに装備が義務づけられるブローバイガス還元装置としては最も簡単な構造で、多くの車種が採用している。

## クランク室掃気型

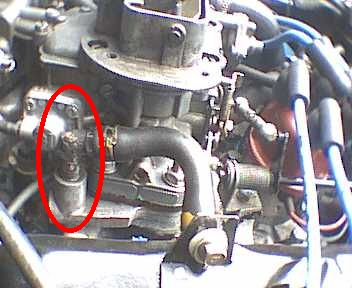
サーブ・96のFord Taunus V4 engineに取り付けられたPCVバルブ。左シリンダーバンクのロッカーカバーに直に取り付けられ、ブリーザーチューブはインテークマニホールドに接続されている。

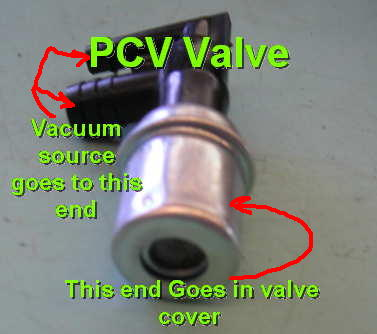
PCVバルブの一例

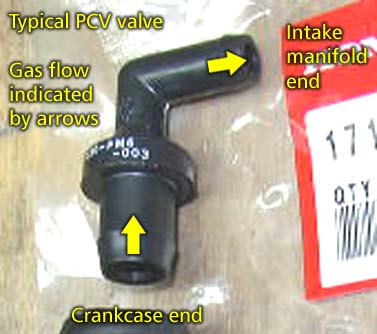
PCVバルブの一例

クランクケース内を積極的に換気してエンジンオイルの劣化を緩和する方式で、クランクケース内のブローバイガスやオイルミストを含んだ空気はインテークマニホールドの負圧で吸い出され、新気はエンジン吸気のエアクリーナーボックスから取り込まれる。
エンジン（多くの場合はヘッドカバー）にはインテークマニホールドとエアクリーナーボックスにそれぞれ1本ずつの管が接続されていて、インテークマニホールドに接続される管にはPCVバルブ(英: Positive Crankcase Ventilation valve)が組み込まれてクランクケース内を負圧に保っている。PCVバルブはばねと円錐状のプランジャで構成されていて、クランクケースよりもインテークマニホールドの内圧が低いときに開いて1方向にのみ通気する。。
車種によってはヘッドカバー内のエアクリーナーへの流路にオイルセパレーターが組み込まれている場合があり、ブローバイガスを含んだ油煙が通過する場合にオイル分を回収し、クランクケース内に送り返される。

## クランクケース内圧コントロールバルブ
クランクケース内圧コントロールバルブはクランクケースの内圧を常に最適に保つことを目的に装着される部品である。一部のオートバイや競技車両で導入が進められている。

## 歴史
オープンタイプのクランクケースブリーザーは4ストロークエンジンの発明から30年余りが経過した1928年に登場した。それ以前の4ストロークエンジンはピストン下降に伴うクランクケース内の圧力に耐えるために、各部のオイルシールをエンジン内圧に耐える高剛性のものとして、オイルレベルゲージもねじ込み式とすることで内圧対策を行っていた。クランクケースブリーザーの考案によって、より高回転での運転が可能となった。
PCVバルブに類似した逆止弁がクランクケースブリーザーに初めて採用されたのは、第二次世界大戦中の戦車のエンジンであった。戦車はしばしば深い河川を渡河走行し、オープンタイプではクランクケース内部が浸水して潤滑に問題を起こす恐れがあったため、水分の侵入を防ぐ逆止弁が設けられた。しかし、この段階では外部からの異物の侵入を防ぐ目的でのみ逆止弁が利用され、今日のPCVバルブに相当する利用法はまだ考えられてはいなかった。
1952年、カリフォルニア州パサデナのカリフォルニア工科大学に所属するArie Jan Haagen-Smit教授は光化学スモッグの原因物質が未燃焼炭化水素であることを発表し、当時の自動車用エンジンが原因であることを強く示唆した。1958年にGM Research LaboratoryのLloyd L. Withrow博士が幾多の路上調査を行い、未燃焼炭化水素の発生源が当時主流であったオープンタイプのクランクケースブリーザーであることを突き止めた。Withrow博士の報告を受けたゼネラルモーターズは直ちにクランクケースブリーザーの改良を行う必要性を認識し、傘下の各部門にクランクケースブリーザーの有効な改良策が無いかを調査させた。その結果、キャデラック部門が大戦中に戦車用エンジンに用いていた簡易な逆止弁を応用することで、クランクケース内のブローバイを効果的に吸い出せることが明らかになった。これが実用的なPCVバルブの始まりである。GMはPCVバルブの有効性を確認すると、Automobile Manufacturers Association(AMA)を通じて米国内の自動車産業に対して、PCVバルブの特許権を放棄し、ロイヤリティフリーとすることを発表した。これにより、AMAに所属する各社は連邦政府の具体的な法改正が無かった場合であっても1961年までにはカリフォルニア州で販売する自動車の全てにPCVバルブを導入、1962年にはアメリカ50州で販売する自動車の全てに導入を完了し、連邦政府が新たな法規制を導入することに合意した。
1967年の連邦大陪審の調査の折には、幾つかの批評家はAMAが主張するほどPCVバルブには光化学スモッグの抑制効果が無いのではないかと発表し、より強力なスモッグ低減装置の導入を主張した。しかし18ヶ月に及んだ調査の結果、Samuel Flatow米連邦検事はAMAの主張を認める決定を下した。

## オイルキャッチタンク
オイルキャッチタンク(Oil catch tank)は、クランクケースブリーザーの出口に設けてブローバイガスと共に排出されるオイルを受け止める部品である。オイルキャッチタンクはブローバイから水分やオイルミストを除去したり、ピストン吹き抜けを伴うエンジンブローが発生した際にオイルがエンジン外部に撒き散らされることを防止したりといった役割がある。
メーカー純正で取り付けられるものはオイルや水を溜めておくタンクではなく、オイルセパレーターとして機能し、分離された水分や油分はセパレーター底部の管を通ってクランクケースへ戻される。またブローバイの発生量が相対的に少ない軽自動車などには装備されないことも多い。
特にモータースポーツにおいてはコース上へのオイル飛散は、事故を引き起こす危険性が高いため、多くの場合はレギュレーションによってオイルキャッチタンクの取り付けが義務付けられている。あるいは、内圧コントロールバルブを取り付けた車両において、バルブ内へのオイルの混入を防ぐ目的でクランクケースと内圧コントロールバルブの中間にオイルキャッチタンクを設ける場合がある。